# One Rockwell West Tower
La One Rockwell West Tower est un gratte-ciel résidentiel de 202 mètres construit en 2011 à Makati aux Philippines.